# Amigurumi

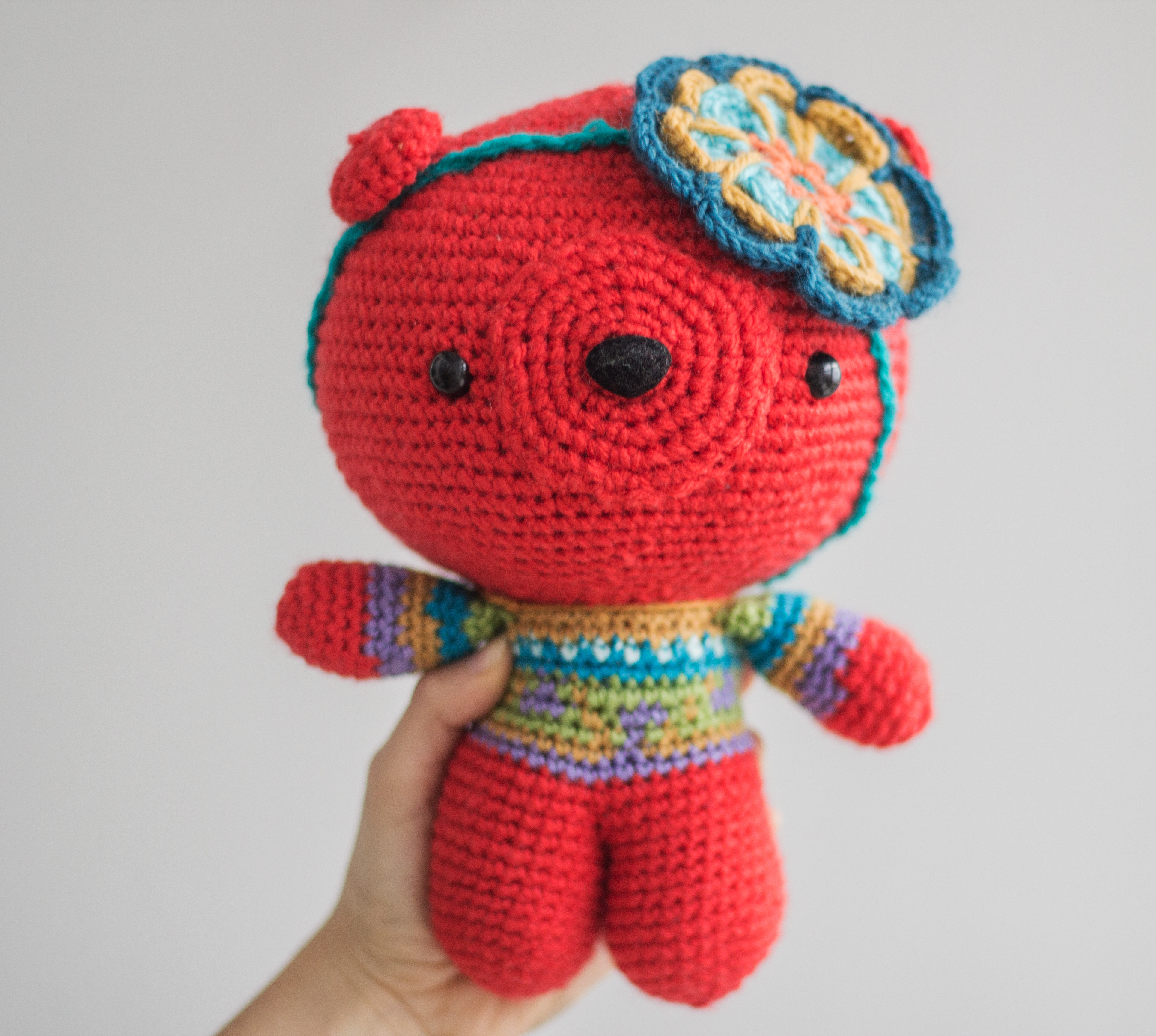
Przykład zabawki w stylu Amigurumi

Amigurumi (jap. 編みぐるみ) – japońska sztuka szydełkowania wypychanych zabawek (maskotek), zwykle zwierząt, a często także postaci z anime, filmów, gier lub przedmiotów z ludzkimi cechami (np. oczami). Maskotka zalicza się do amigurumi, gdy jest zdeformowana w sposób nazywany chibi (głowa nieproporcjonalnie duża wobec tułowia, małe kończyny, oczy nieproporcjonalnie duże wobec twarzy). Amigurumi są przeznaczone głównie do kolekcjonowania, rzadko do zabawy dla dzieci. Początek ich popularności przypada na 2003 rok.